# Michele Pazienza
Michele Pazienza (San Severo, 5 agosto 1982) è un allenatore di calcio ed ex calciatore italiano, di ruolo centrocampista, tecnico della Torres.

## Caratteristiche tecniche

### Giocatore
Grazie a dinamismo, spirito di sacrificio e capacità di inserirsi in area, si rivelava un centrocampista abile sia in fase di contenimento sia in quella offensiva nonché avvezzo a rifinire per i compagni di squadra.

## Carriera

### Giocatore

#### Gli inizi, Napoli
Cresciuto nel Gruppo Sportivo Apocalisse di San Severo, società calcistica giovanile gestita e allenata dallo zio Luigi Cassone, si affaccia al calcio professionistico approdando nel 1999 al Foggia, contribuendo alla promozione in Serie C1. Nel 2003 viene rilevato dall'Udinese. Nell'estate 2005 passa in prestito biennale alla Fiorentina; dopo aver totalizzato 44 presenze a Firenze, al termine della stagione 2006-2007 viene riscattato dal club viola.
Nel gennaio 2008 passa al Napoli per 4,25 milioni di euro. Fa il suo esordio il successivo 2 febbraio, contro la sua ex formazione friulana, nella partita vinta dagli azzurri per 3-1; con i partenopei segna anche il suo primo gol in Serie A, il 13 dicembre dello stesso anno, nella partita casalinga contro il Lecce, siglando il 2-0.

#### Juventus, Udinese e Bologna
Scaduto il contratto con i campani, nell'estate 2011 si accasa a parametro zero alla Juventus. Esordisce con i bianconeri il successivo 2 ottobre nella classica vinta 2-0 a Torino contro il Milan, e viene poi schierato titolare contro il Cesena nella sfida casalinga vinta per 2-0; in Piemonte non riesce tuttavia a imporsi, causa la concorrenza nel ruolo di più quotati compagni. Dopo appena un semestre a Torino, nella sessione invernale di mercato fa quindi ritorno dopo sette anni all'Udinese, con la formula del prestito, trovando subito il gol nella sfida del 1º febbraio 2012 contro il Lecce.
Scaduto il prestito in Friuli, rientra inizialmente alla Juventus con cui ha tempo di vincere la Supercoppa italiana 2012 nel corso del precampionato estivo, prima di passare pochi giorni dopo al Bologna per 500 000 euro. Segna il suo primo gol in maglia rossoblù il 30 ottobre 2013, nella sfida vinta 3-0 dagli emiliani sul campo del Cagliari. Nel febbraio 2015 è messo fuori lista dal club felsineo, sicché il successivo giugno, scaduto il suo contratto, si svincola dalla società petroniana.

#### Ultimi anni

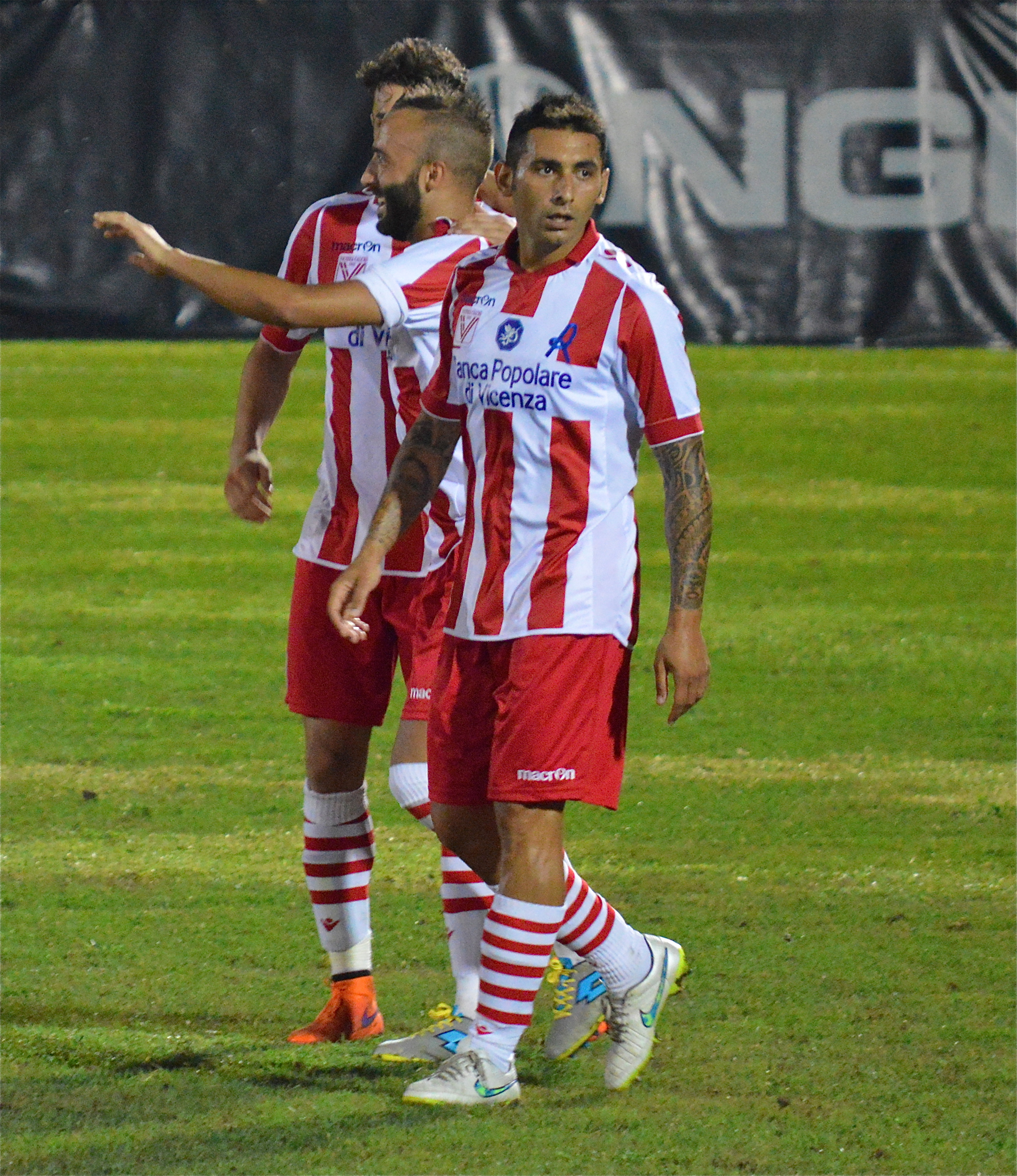
Pazienza al Vicenza nel 2015

Nell'estate seguente si lega al Vicenza. L'esperienza in biancorosso è effimera poiché dopo appena 6 presenze, nel febbraio 2016 arriva la rescissione con la squadra berica e, pochi giorni dopo, la ripartenza dalla Lega Pro con la Reggiana. Anche l'avventura in granata si rivela similmente breve e negativa, tant'è che già in aprile viene messo fuori rosa dal tecnico Alberto Colombo.
Nel settembre 2016 scende in Serie D firmando con il Manfredonia, squadra in cui rimane per un'unica stagione, al termine della quale si ritira dal calcio giocato.

### Allenatore

#### Pisa
Chiusa l'attività agonistica, nell'estate 2017 inizia quella di allenatore passando alla guida della formazione Berretti del Pisa. Nel frattempo, il successivo settembre supera l'esame da allenatore di seconda categoria UEFA A.
Nell'ottobre 2017 assume ad interim la guida della prima squadra del Pisa, in Serie C, sostituzione dell'esonerato Carmine Gautieri. Debutta sulla panchina nerazzurra il 22 dello stesso mese, vincendo la trasferta di campionato sul campo dell'Alessandria (0-2). Otto giorni dopo viene confermato come tecnico della prima squadra; mantiene l'incarico fino al 26 marzo 2018, quando viene esonerato dopo la sconfitta nel derby toscano contro la Carrarese e i successivi screzi con la tifoseria nerazzurra.

#### Siracusa e Audace Cerignola
Nel novembre 2018 approda sulla panchina del Siracusa, ancora in terza serie, subentrando a Giuseppe Pagana; un pessimo ruolino lo porta tuttavia a essere sollevato dall'incarico già nel successivo dicembre.
Nell'estate 2020 diventa il nuovo allenatore dell'Audace Cerignola, in Serie D. In Puglia raggiunge nella stagione 2021-2022 la vittoria del girone H e annessa promozione in Serie C, categoria che vedeva la squadra gialloblù assente da 85 anni. Confermato in panchina, nella stagione seguente Pazienza qualifica il neopromosso Cerignola ai play-off, dove raggiunge il primo turno della fase nazionale. A fine stagione, dopo un triennio a Cerignola risolve il contratto che lo legava alla società.

#### Avellino, Benevento e Torres
Dopo alcune settimane d'inattività, il 13 settembre 2023 subentra all'esonerato Massimo Rastelli sulla panchina dell'Avellino, in Serie C. Recupera diverse posizioni e termina la stagione regolare al secondo posto: nei successivi play-off raggiunge la semifinale, dove la squadra irpina viene eliminata dal Vicenza. Il 22 settembre 2024, dopo un inizio di stagione negativo, viene esonerato dal club irpino.
Il 5 febbraio 2025, dopo aver risolto il contratto con la società biancoverde, assume la guida tecnica del Benevento, in quel momento quarto nel proprio girone di Serie C, a due punti dalla vetta, rilevando l'esonerato Gaetano Auteri. Dopo cinque partite, con un ruolino di quattro pareggi e una sconfitta, il successivo 10 marzo viene esonerato.
Il 17 giugno 2025, risolve il contratto che ancora lo legava alla società sannita; il giorno dopo, viene ingaggiato come tecnico della Torres, sempre in Serie C.

## Statistiche

### Presenze e reti nei club
Statistiche aggiornate al 16 giugno 2017.
| Stagione          | Squadra           | Campionato        | Campionato | Campionato | Coppe nazionali | Coppe nazionali | Coppe nazionali | Coppe continentali | Coppe continentali | Coppe continentali | Altre coppe | Altre coppe | Altre coppe | Totale | Totale |
| Stagione          | Squadra           | Comp              | Pres       | Reti       | Comp            | Pres            | Reti            | Comp               | Pres               | Reti               | Comp        | Pres        | Reti        | Pres   | Reti   |
| ----------------- | ----------------- | ----------------- | ---------- | ---------- | --------------- | --------------- | --------------- | ------------------ | ------------------ | ------------------ | ----------- | ----------- | ----------- | ------ | ------ |
| 1999-2000         | Foggia            | C2                | 2          | 0          | CI-C            | 1               | 0               |                    | -                  | -                  |             | -           | -           | 3      | 0      |
| 2000-2001         | Foggia            | C2                | 21         | 1          | CI-C            | 0               | 0               |                    | -                  | -                  |             | -           | -           | 21     | 1      |
| 2001-2002         | Foggia            | C2                | 32+4       | 4          | CI-C            | 3               | 0               |                    | -                  | -                  |             | -           | -           | 39     | 4      |
| 2002-2003         | Foggia            | C2                | 33         | 1          | CI-C            | 3               | 0               |                    | -                  | -                  |             | -           | -           | 36     | 1      |
| Totale Foggia     | Totale Foggia     | Totale Foggia     | 88+4       | 6+0        |                 | 7               | 0               |                    | -                  | -                  |             | -           | -           | 99     | 6      |
| 2003-2004         | Udinese           | A                 | 26         | 0          | CI              | 3               | 0               | CU                 | 1                  | 0                  |             | -           | -           | 30     | 0      |
| 2004-2005         | Udinese           | A                 | 26         | 0          | CI              | 4               | 0               |                    | -                  | -                  |             | -           | -           | 30     | 0      |
| 2005-2006         | Fiorentina        | A                 | 23         | 0          | CI              | 2               | 0               |                    | -                  | -                  |             | -           | -           | 25     | 0      |
| 2006-2007         | Fiorentina        | A                 | 21         | 0          | CI              | 0               | 0               |                    | -                  | -                  |             | -           | -           | 21     | 0      |
| 2007-gen. 2008    | Fiorentina        | A                 | 8          | 0          | CI              | 4               | 0               | CU                 | 4                  | 0                  |             | -           | -           | 16     | 0      |
| Totale Fiorentina | Totale Fiorentina | Totale Fiorentina | 52         | 0          |                 | 6               | 0               |                    | 4                  | 0                  |             | -           | -           | 62     | 0      |
| gen.-giu. 2008    | Napoli            | A                 | 13         | 0          | CI              | 0               | 0               |                    | -                  | -                  |             | -           | -           | 13     | 0      |
| 2008-2009         | Napoli            | A                 | 29         | 1          | CI              | 2               | 0               | Int+CU             | 2+3                | 0                  |             | -           | -           | 36     | 1      |
| 2009-2010         | Napoli            | A                 | 33         | 2          | CI              | 0               | 0               |                    | -                  | -                  |             | -           | -           | 33     | 2      |
| 2010-2011         | Napoli            | A                 | 31         | 1          | CI              | 1               | 0               | UEL                | 7                  | 0                  |             | -           | -           | 39     | 1      |
| Totale Napoli     | Totale Napoli     | Totale Napoli     | 106        | 4          |                 | 3               | 0               |                    | 12                 | 0                  |             | -           | -           | 121    | 4      |
| 2011-gen. 2012    | Juventus          | A                 | 8          | 0          | CI              | 1               | 0               |                    | -                  | -                  |             | -           | -           | 9      | 0      |
| gen.-giu. 2012    | Udinese           | A                 | 15         | 1          | CI              | 0               | 0               | UEL                | 4                  | 0                  |             | -           | -           | 19     | 1      |
| Totale Udinese    | Totale Udinese    | Totale Udinese    | 67         | 1          |                 | 7               | 0               |                    | 5                  | 0                  |             | -           | -           | 79     | 1      |
| ago. 2012         | Juventus          | A                 | 0          | 0          | CI              | 0               | 0               | UCL                | -                  | -                  | SI          | 0           | 0           | 0      | 0      |
| Totale Juventus   | Totale Juventus   | Totale Juventus   | 8          | 0          |                 | 1               | 0               |                    | 0                  | 0                  |             | -           | -           | 9      | 0      |
| ago. 2012-2013    | Bologna           | A                 | 15         | 0          | CI              | 2               | 0               |                    | -                  | -                  |             | -           | -           | 17     | 0      |
| 2013-2014         | Bologna           | A                 | 22         | 1          | CI              | 2               | 0               |                    | -                  | -                  |             | -           | -           | 24     | 1      |
| 2014-2015         | Bologna           | B                 | 0          | 0          | CI              | 0               | 0               |                    | -                  | -                  |             | -           | -           | 0      | 0      |
| Totale Bologna    | Totale Bologna    | Totale Bologna    | 37         | 1          |                 | 4               | 0               |                    | 0                  | 0                  |             | -           | -           | 41     | 1      |
| 2015-gen. 2016    | Vicenza           | B                 | 6          | 0          | CI              | 1               | 0               |                    | -                  | -                  |             | -           | -           | 7      | 0      |
| gen.-giu. 2016    | Reggiana          | LP                | 6          | 0          | CI+CI-LP        | 0+0             | 0+0             |                    | -                  | -                  |             | -           | -           | 6      | 0      |
| 2016-2017         | Manfredonia       | D                 | 25         | 1          | CI-D            | 0               | 0               |                    | -                  | -                  |             | -           | -           | 25     | 1      |
| Totale carriera   | Totale carriera   | Totale carriera   | 396+4      | 13         |                 | 31              | 0               |                    | 21                 | 0                  |             | -           | -           | 450    | 13     |

### Statistiche da allenatore
Statistiche aggiornate al 17 agosto 2025. In grassetto le competizioni vinte. 
| Stagione                | Squadra                 | Campionato              | Campionato | Campionato | Campionato | Campionato | Coppe nazionali | Coppe nazionali | Coppe nazionali | Coppe nazionali | Coppe nazionali | Coppe continentali | Coppe continentali | Coppe continentali | Coppe continentali | Coppe continentali | Altre coppe | Altre coppe | Altre coppe | Altre coppe | Altre coppe | Totale | Totale | Totale | Totale | Vittorie % | Piazzamento |
| Stagione                | Squadra                 | Comp                    | G          | V          | N          | P          | Comp            | G               | V               | N               | P               | Comp               | G                  | V                  | N                  | P                  | Comp        | G           | V           | N           | P           | G      | V      | N      | P      | %          | Piazzamento |
| ----------------------- | ----------------------- | ----------------------- | ---------- | ---------- | ---------- | ---------- | --------------- | --------------- | --------------- | --------------- | --------------- | ------------------ | ------------------ | ------------------ | ------------------ | ------------------ | ----------- | ----------- | ----------- | ----------- | ----------- | ------ | ------ | ------ | ------ | ---------- | ----------- |
| ott. 2017-mar. 2018     | Pisa                    | C                       | 22         | 9          | 9          | 4          | CI+CI-LP        | -               | -               | -               | -               | -                  | -                  | -                  | -                  | -                  | -           | -           | -           | -           | -           | 22     | 9      | 9      | 4      | 40,91      | Sub., eson. |
| nov.-dic. 2018          | Siracusa                | C                       | 7          | 1          | 3          | 3          | CI-LP           | -               | -               | -               | -               | -                  | -                  | -                  | -                  | -                  | -           | -           | -           | -           | -           | 7      | 1      | 3      | 3      | 14,29      | Eson.       |
| 2020-2021               | Audace Cerignola        | D                       | 34         | 14         | 10         | 10         | -               | -               | -               | -               | -               | -                  | -                  | -                  | -                  | -                  | -           | -           | -           | -           | -           | 34     | 14     | 10     | 10     | 41,18      | 7º          |
| 2021-2022               | Audace Cerignola        | D                       | 38+2       | 26+1       | 10         | 2+1        | CI-D            | 6               | 5               | 1               | 0               | -                  | -                  | -                  | -                  | -                  | -           | -           | -           | -           | -           | 46     | 32     | 11     | 3      | 69,57      | 1º (prom.)  |
| 2022-2023               | Audace Cerignola        | C                       | 38+4       | 16+3       | 12         | 10+1       | CI-C            | 1               | 0               | 0               | 1               | -                  | -                  | -                  | -                  | -                  | -           | -           | -           | -           | -           | 43     | 19     | 12     | 12     | 44,19      | 5º          |
| Totale Audace Cerignola | Totale Audace Cerignola | Totale Audace Cerignola | 117        | 60         | 32         | 25         |                 | 7               | 5               | 1               | 1               |                    | -                  | -                  | -                  | -                  |             | -           | -           | -           | -           | 123    | 65     | 33     | 25     | 52,85      |             |
| set. 2023-2024          | Avellino                | C                       | 36+4       | 20+1       | 9+1        | 7+2        | CI-C            | 4               | 3               | 0               | 1               | -                  | -                  | -                  | -                  | -                  | -           | -           | -           | -           | -           | 44     | 24     | 10     | 10     | 54,55      | Sub., 2º    |
| lug.-set. 2024          | Avellino                | C                       | 5          | 0          | 3          | 2          | CI+CI-C         | 2+1             | 1+0             | 0+1             | 1+0             | -                  | -                  | -                  | -                  | -                  | -           | -           | -           | -           | -           | 8      | 1      | 4      | 3      | 12,50      | Eson.       |
| Totale Avellino         | Totale Avellino         | Totale Avellino         | 45         | 21         | 13         | 11         |                 | 7               | 4               | 1               | 2               |                    | -                  | -                  | -                  | -                  |             | -           | -           | -           | -           | 52     | 25     | 14     | 13     | 48,08      |             |
| feb.-mar. 2025          | Benevento               | C                       | 5          | 0          | 4          | 1          | CI-C            | -               | -               | -               | -               | -                  | -                  | -                  | -                  | -                  | -           | -           | -           | -           | -           | 5      | 0      | 4      | 1      | &0,00      | Sub., Eson. |
| 2025-2026               | Torres                  | C                       | 0          | 0          | 0          | 0          | CI-C            | 1               | 1               | 0               | 0               | -                  | -                  | -                  | -                  | -                  | -           | -           | -           | -           | -           | 1      | 1      | 0      | 0      | 100,00&    | in corso    |
| Totale carriera         | Totale carriera         | Totale carriera         | 195        | 91         | 61         | 43         |                 | 15              | 10              | 2               | 3               |                    | -                  | -                  | -                  | -                  |             | -           | -           | -           | -           | 210    | 101    | 63     | 46     | 48,10      |             |

## Palmarès

### Giocatore
- Campionato italiano Serie C2: 1

Foggia: 2002-2003 (girone C)
- Supercoppa italiana: 1

Juventus: 2012

### Allenatore
- Campionato italiano Serie D: 1

Audace Cerignola: 2021-2022 (girone H)